# George Brinton McClellan
George Brinton McClellan (3 tháng 12 năm 1826 – 29 tháng 10 năm 1885) là Thiếu tướng Liên bang miền Bắc trong Nội chiến Hoa Kỳ, nổi tiếng vì ông thành lập và chỉ huy Binh đoàn Potomac. Ông cũng từng là chỉ huy trưởng Quân đội Hoa Kỳ, và là ứng cử viên tổng thống của Đảng Dân chủ đối lập với Abraham Lincoln.
Trong những ngày tháng đầu của Nội chiến Hoa Kỳ, McClellan giữ vai trò quan trọng trong việc chỉnh đốn và huấn luyện quân đội miền Bắc. Tuy ông rất kỹ lưỡng về đội ngũ và chiến lược, McClellan thường thiếu tự tin khi gặp phải những đối phương quá hung bạo hay dụng binh quá nhanh trên chiến địa. Ông lúc nào cũng đánh giá quá cao lực lượng địch quân, không thích dùng quân số lớn và thường hay để phần lớn các đơn vị của mình trong thế thụ động tại các cứ điểm quan trọng.
Năm 1862 McClellan mở chiến dịch Bán đảo nhưng thất bại mặc dù lực lượng quân miền Bắc nhiều hơn đối phương gấp bội. Ông bị tướng Liên minh miền Nam Robert E. Lee đẩy lui và bỏ lỡ cơ hội chiếm thủ phủ Richmond của miền Nam. Trong trận Antietam McClellan sau đó đẩy lui được tướng Lee nhưng thiệt hại nặng nề. Một lần nữa ông lại do dự và tạo cơ hội cho Lee rút được tàn quân rút về Virginia chỉnh đốn hàng ngũ. Những sai lầm chiến lược này khiến tổng thống Abraham Lincoln mất tin tưởng vào McClellan và sau đó McClellan bị chuyển ngạch. Abraham Lincoln có nói rằng "Nếu tướng McClellan không muốn sử dụng quân đội, tôi muốn mượn xài một thời gian". Tuy nhên, McClellan vẫn được binh sĩ trong Binh đoàn Potomac hâm mộ vì họ cho rằng ông coi trọng vấn đề tình thần và an toàn của họ.
Sau khi bị chuyển ngạch, McClellan đại diện cho Đảng Dân chủ ra ứng cử tổng thống năm 1864 nhưng thua và Abraham Lincoln đắc cử tổng thống lần thứ nhì. Từ năm 1878 đến năm 1881 McClellan làm Thống đốc New Jersey. Sau đó ông viết hồi ký bào chữa những hiểu lầm về ông trong Nội chiến Hoa Kỳ.
Nhiều sử gia liệt McClellan là tướng kém tài trên chiến trường. Một số khác thì cho rằng ông có tài nhưng bị nhóm phò Lincoln gièm pha và đổ tội cho ông là người làm Liên bang miền Bắc thua những ngày tháng đầu của cuộc nội chiến. Khi được hỏi ông đánh giá McClellan là người thế nào, tướng miền Bắc Ulysses S. Grant trả lời: "McClellan đối với tôi là một bí ẩn của cuộc chiến"."